# Titanic II (navio)
O RMS Titanic II (também conhecido como Replica Titanic) é uma réplica funcional do navio Titanic, cujo primeiro projeto de 1998, teve a construção iniciada em 2000. O projeto e construção foram interrompidos várias vezes, assim como foi adiada a data de lançamento. A última interrupção foi em 2015, sendo retomada em 2018.

## Primeiro projeto (2000–2006)
O sul-africano Sarel Gous propôs a construção do Titanic II em junho de 2000.
Gous afirmou ter os desenhos originais do famoso navio de 269 metros de comprimento. O projeto foi orçado em £500 milhões.
Em 2006 o projeto foi abandonado devido ao seu alto custo e baixo apoio ao projeto.

## Segundo projeto (anunciado em 2012)
Em 30 de abril de 2012, o bilionário australiano Clive Palmer anunciou que havia formado a empresa Blue Star Line Pty Ltd e que comissionado à CSC Jinling Shipyard na China para construir a mais semelhante réplica do Titanic.
A construção iniciou-se em 2013 e a primeira viagem tinha previsão para ocorrer em 2016. O navio deveria ser o mais semelhante possível do antigo Titanic, com exceção de um número maior de botes salva-vidas que o antecessor e de o casco ser ainda mais resistente.
Em março de 2014, com a perda do interesse dos investidores, o projeto começou a ser abandonado. No começo de 2015, os sinais de abandono ficaram mais fortes. No início de março de 2015 foi reportado que nenhum trabalho havia começado no estaleiro determinado.
Em 26 de março de 2015, a marca da Blue Star Line foi listada como "abandonada". Em setembro de 2015, um porta-voz Palmer disse que o projeto tinha tido apenas um atraso, e que o novo navio seria lançado em 2018, dois anos mais tarde do que o previsto.
A viagem inaugural seria de Jiangsu no leste da China para Dubai, nos Emirados Árabes Unidos, seguindo depois para Southampton, no Reino Unido. Faria a partir desta cidade o mesmo percurso que o original entre o Reino Unido e Nova Iorque.